# Für uns Kinder
Für uns Kinder war eine Sonderpostwertzeichenserie der Bundesrepublik Deutschland.
Sie erschien jährlich im Zeitraum 1993 bis 2013. Die Motive sind kindgerecht gestaltet und sollen dazu einladen, sich passende Geschichten zu den Motiven auszudenken. Die Briefmarken haben bis 2003 den Schriftzug „Kindermarke“. Seither tragen sie nur noch den Schriftzug „Für uns Kinder“, welcher bis dahin auf dem Block außerhalb des eigentlichen Postwertzeichens abgedruckt war. Bis 2003 wurden alle Ausgaben als Briefmarkenblock verausgabt. Die Serie wurde von unterschiedlichen Künstlern gestaltet. Die einzelnen Briefmarken wiesen in der Regel den Portowert für einen Standardbrief auf.

## Liste der Ausgaben und Motive
Legende
- Bild: Eine bearbeitete Abbildung der genannten Marke. Das Verhältnis der Größe der Briefmarken zueinander ist in diesem Artikel annähernd maßstabsgerecht dargestellt. Sollten keine Marken abgebildet sein, liegt es daran, dass das Urheberrecht des Künstlers noch nicht erloschen ist.
- Beschreibung: Eine Kurzbeschreibung des Motivs und/oder des Ausgabegrundes. Bei ausgegebenen Serien oder Blocks werden die zusammengehörigen Beschreibungen mit einer Markierung versehen eingerückt.
- Wert: Der Frankaturwert der einzelnen Marke in der im Tabellenkopf genannten Währungseinheit. Ein „+“ bedeutet, dass es sich um eine Zuschlagsmarke handelt (= Frankaturwert + Spende).
- Ausgabedatum: Das Datum des erstmaligen Verkaufs dieser Briefmarke.
- Auflage: Soweit bekannt, wird hier die zum Verkauf angebotene Anzahl dieser Ausgabe angegeben.
- Entwurf: Soweit bekannt, wird hier angegeben, von wem der Entwurf dieser Marke stammt.
- Mi.-Nr.: Diese Briefmarke wird im Michel-Katalog unter der entsprechenden Nummer gelistet.

| Sondermarken (in DM) |                                     |                  |                    |            |                               |               |
| Bild                 | Beschreibung                        | Werte in Pfennig | Ausgabe- datum     | Auflage    | Entwurf                       | Mi.-Nr.       |
|                      | Musikclown Blockausgabe             | 100              | 16. September 1993 | 11.800.000 | Thomas Müller                 | 1695 Block 27 |
|                      | Fabelwesen Blockausgabe             | 100              | 8. September 1994  | 10.870.000 | Lou Romboy                    | 1754 Block 30 |
|                      | Tierversammlung Blockausgabe        | 100              | 12. Oktober 1995   | 12.100.000 | Christiane Hemmerich          | 1825 Block 34 |
|                      | Reitender Postbote Blockausgabe     | 100              | 11. April 1996     | 15.000.000 | Erna de Vries                 | 1853 Block 35 |
|                      | Kinder in einer Gondel Blockausgabe | 100              | 17. Juli 1997      | 9.250.000  | Lilo Fromm                    | 1933 Block 40 |
|                      | Meerestiere Blockausgabe            | 110              | 16. April 1998     | 16.000.000 | Verena Schmidmaier            | 1980 Block 42 |
|                      | Briefmaus Blockausgabe              | 110              | 12. August 1999    | 13.100.000 | Barbara Dimanski              | 2072 Block 51 |
|                      | Clowngesicht Blockausgabe           | 110              | 14. September 2000 | 10.300.000 | Jennifer Rothkopf             | 2134 Block 53 |
|                      | Kinder und Tiere Blockausgabe       | 110/0,56 €       | 5. September 2001  | 7.000.000  | Peter Steiner, Regina Steiner | 2212 Block 55 |

| Sondermarken (in Euro) |                                                     |                   |                    |            |                          |               |
| Bild                   | Beschreibung                                        | Werte in Eurocent | Ausgabe- datum     | Auflage    | Entwurf                  | Mi.-Nr.       |
|                        | Kinderfuß mit Zehfigur Blockausgabe                 | 56                | 5. September 2002  | 8.000.000  | Birgit Hogrefe           | 2280 Block 60 |
|                        | Ringelreihen der Tiere Blockausgabe                 | 55                | 11. September 2003 | 5.800.000  | Nina Clausing            | 2360 Block 64 |
|                        | Buntes Gesicht aus Hand- und Fußabdrücken           | 55                | 9. September 2004  | 30.000.000 | Roman Terpitz            | 2418          |
|                        | Zwei bunte Hähne                                    | 55                | 8. September 2005  | 11.700.000 | Kathrin Armbrust         | 2486          |
|                        | Kater als Postbote                                  | 55                | 7. September 2006  | 8.600.000  | Grit Fiedler             | 2557          |
|                        | Igel im Herbstlaub                                  | 55                | 20. September 2007 | 7.400.000  | Regina und Olaf Jäger    | 2619          |
|                        | Fliegendes blaues Pferd                             | 55                | 4. September 2008  | 8.720.000  | Christiane Hemmerich     | 2693          |
|                        | Cowboy und Indianer                                 | 55                | 3. September 2009  | 8.800.000  | Aisha Franz              | 2756          |
|                        | Teddybär mit schlafendem Kind                       | 55                | 9. September 2010  | 7.860.000  | Isabel Seliger           | 2818          |
|                        | Aquarium                                            | 55                | 15. September 2011 | 6.310.000  | Marie-Helen Geißelbrecht | 2888          |
|                        | Bunte Kinderwelt                                    | 55                | 13. September 2012 | 5.720.000  | Peter und Regina Steiner | 2952          |
|                        | Segelboot von Janosch                               | 45                | 1. März 2013       | 6.200.000  | Grit Fiedler             | 2992          |
|                        | Ostern von Janosch                                  | 58                | 1. März 2013       | 6.500.000  | Grit Fiedler             | 2993          |
|                        | Segelboot von Janosch selbstklebend aus Folienblatt | 45                | 1. März 2013       | 61.750.000 | Grit Fiedler             | 2995 FB 27    |
|                        | Ostern von Janosch selbstklebend aus Folienblatt    | 58                | 1. März 2013       | 61.750.000 | Grit Fiedler             | 2996 FB 28    |